# Raoulia
Raoulia ist eine Pflanzengattung innerhalb der Familie der Korbblütler (Asteraceae). Die etwa 14 Arten der Gattung Raoulia s. str. kommen nur in Neuseeland vor und gedeihen in der alpinen Höhenstufe. Einige Arten und Hybriden werden als Zierpflanzen verwendet. Wegen ihres an die in Neuseeland häufigen Schafe erinnernden Erscheinungsbildes wird insbesondere die Art Raoulia bryoides, aber beispielsweise auch Raoulia mammillaris und Raoulia rubra, dort auch vegetable sheep (direkt übersetzt „pflanzliches Schaf“) genannt; dieser Name wird allerdings auch für Arten aus der Gattung Haastia verwendet.

## Beschreibung

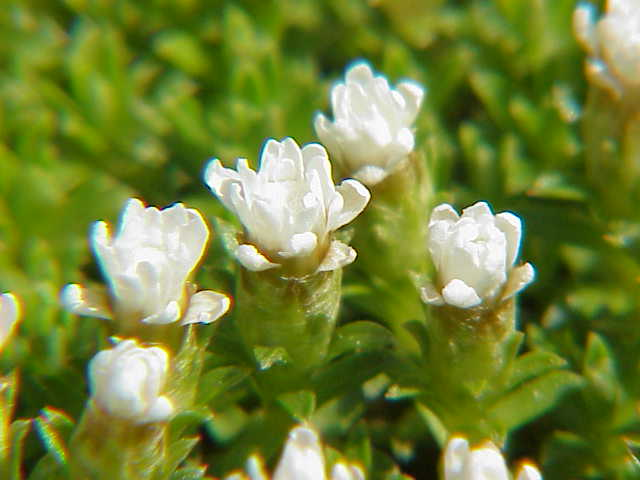
Körbchenförmige Blütenstände von Raoulia glabra

### Vegetative Merkmale
Raoulia-Arten wachsen je nach Art mehr oder weniger dicht, rasen-, teppich- oder polsterartig als ausdauernde krautige Pflanzen bis Halbsträucher. Aus den kriechenden und wurzelnden Sprossachsen entstehen bei vielen Arten mehr oder weniger große Kissen, bei denen die Blattrosetten an der Oberfläche zu sehen sind. In mehr oder weniger dichten Rosetten stehen die meist relativ kleinen Laubblätter zusammen.

### Generative Merkmale
Endständig, höchstens auf kurzen Blütenstandsschäften befinden sich einzeln körbchenförmige Blütenstände. Die scheibenförmigen Körbchen enthalten zwei unterschiedliche Blüten. Die trockenhäutigen bis häutigen Hüllblätter können meist weiße Spitzen besitzen. Der relativ kleine Blütenstandsboden besitzt eine wabenförmige Oberfläche und keine Spreublätter. Die äußeren Blüten sind weiblich und ihre fadenförmige Blütenkrone endet in zwei bis fünf Kronzipfeln. Die Scheibenblüten sind zwittrig und fertil oder manchmal steril, ihre Kronröhre endet in fünf Kronzipfeln. Die Staubbeutel sind an ihrer Basis pfeilförmig. Die zwei Griffeläste der Scheibenblüten sind gestutzt und papillös.
Die mehr oder weniger länglichen Achänen sind kahl bis flaumig bis borstig behaart oder papillös. Der Pappus besitzt 50 bis 150 Haare in mehreren Reihen (bei allen Arten der Untergattung Raoulia) oder 15 bis 25 in einer Reihe (bei allen Arten der Untergattung Psychrophyton).

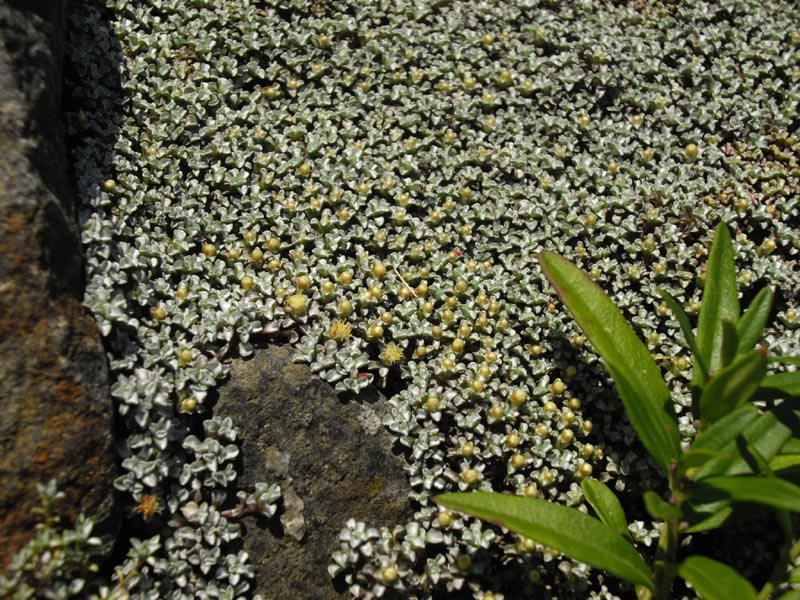
Raoulia australis

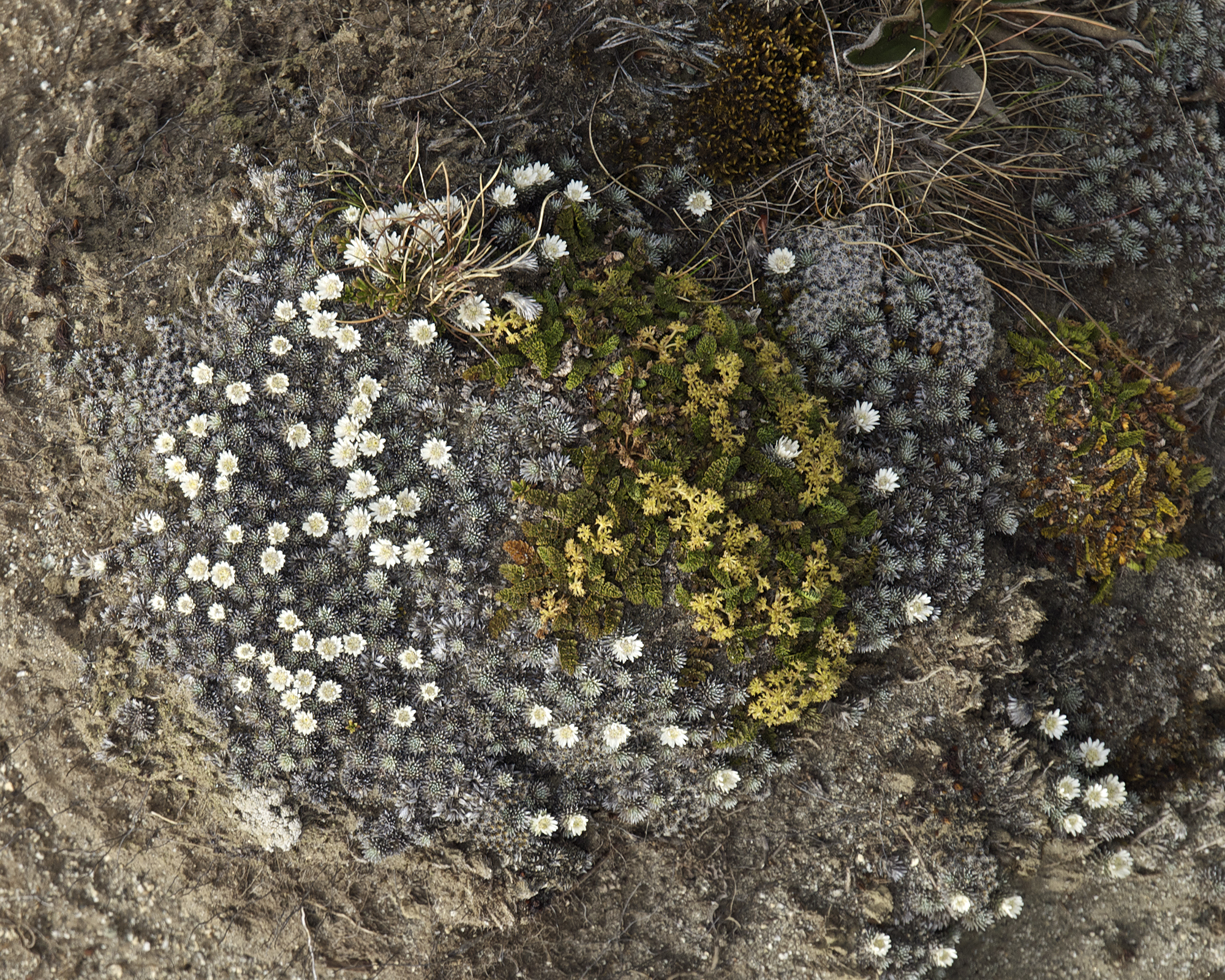
Raoulia grandiflora

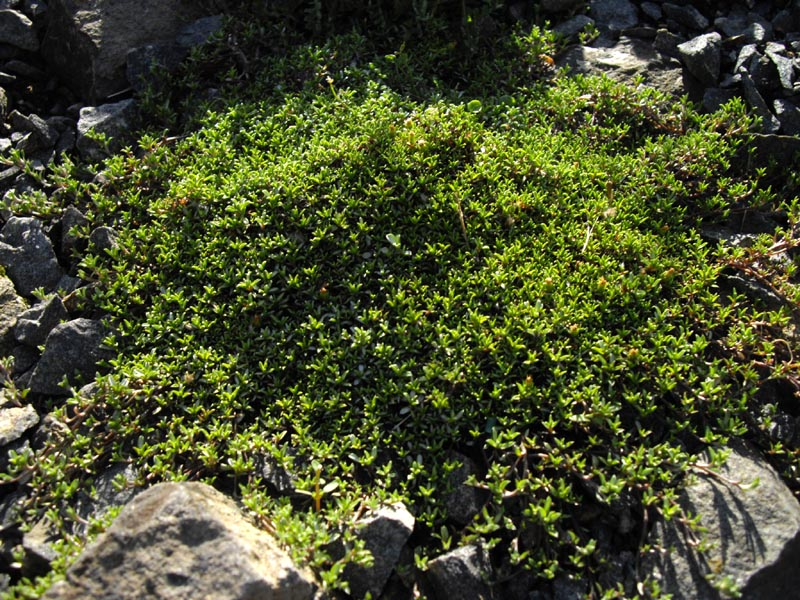
Raoulia haastii

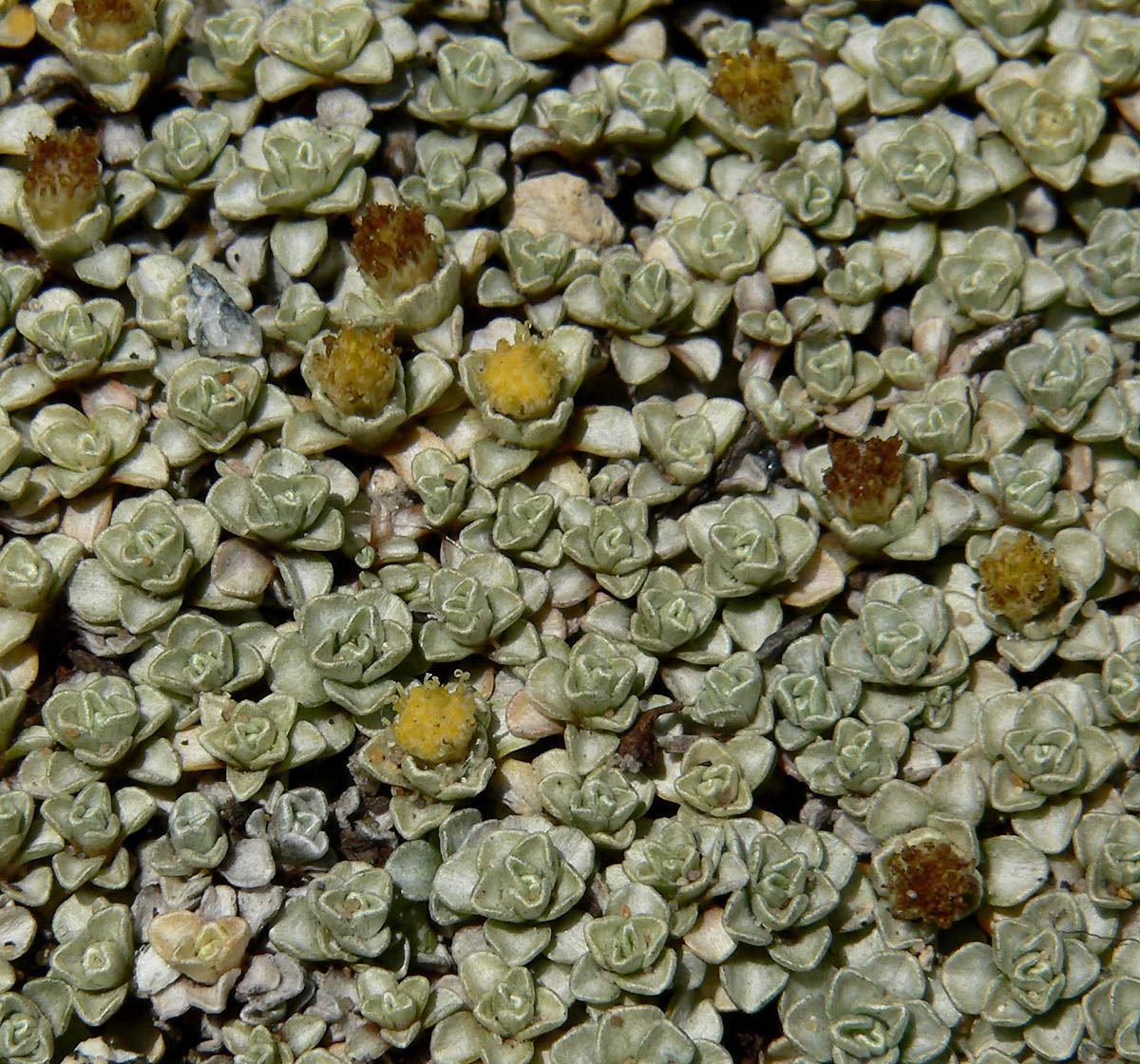
Raoulia hookeri

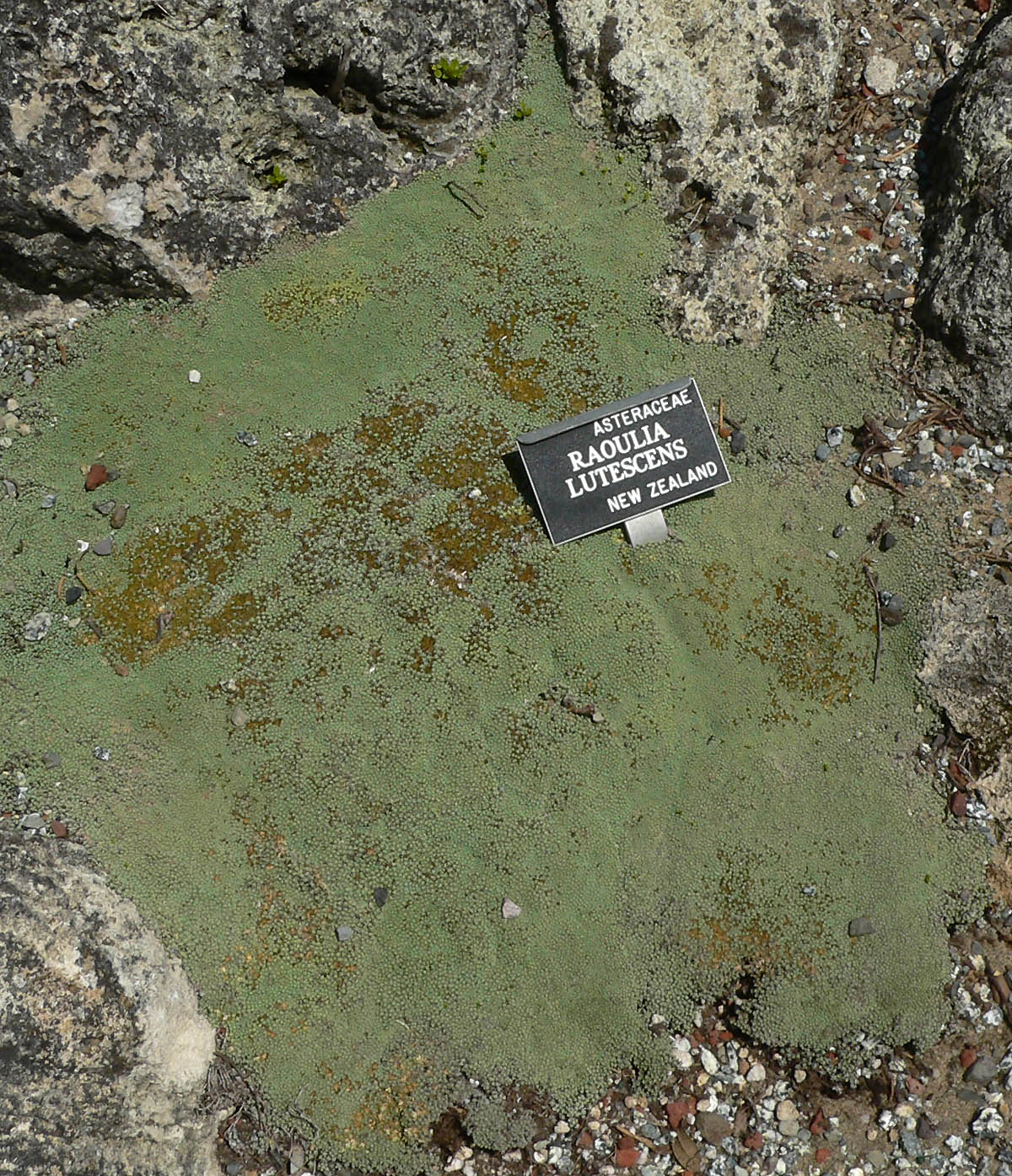
Raoulia lutescens

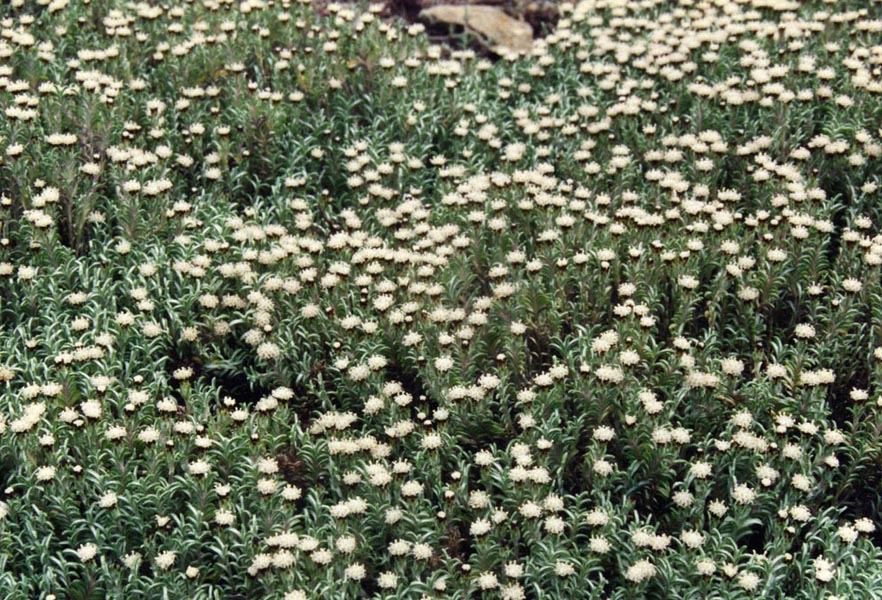
Raoulia monroi

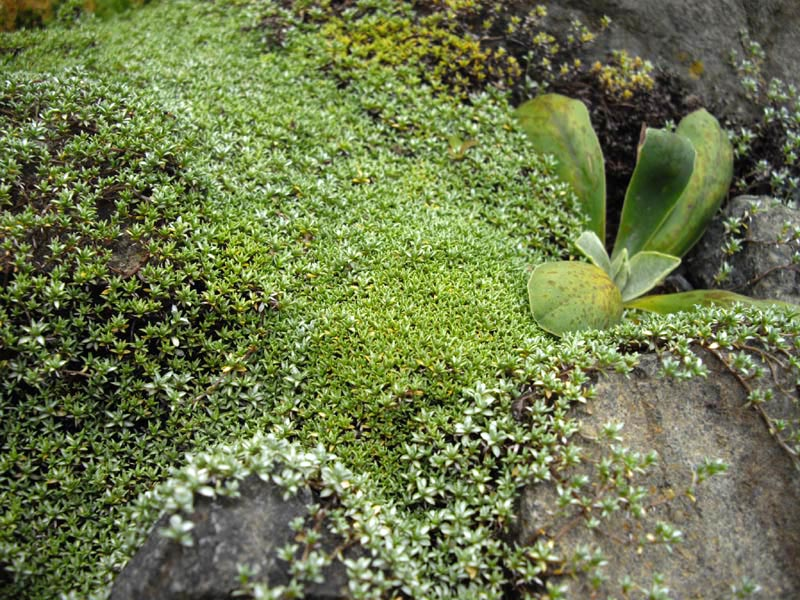
Raoulia tenuicaulis

## Systematik
Die Gattung Raoulia wurde 1846 durch Joseph Dalton Hooker in Étienne Fiacre Louis Raoul: Choix des Plantes de la Nouvelle-Zélande. S. 20 aufgestellt. Der Gattungsname Raoulia ehrt den französischen Marinearzt und Botaniker Étienne Fiacre Louis Raoul (1815–1852). Typusart ist Raoulia australis Hook.f.
Die Gattung Raoulia gehört zur Tribus Gnaphalieae in der Unterfamilie Asteroideae innerhalb der Familie Asteraceae. Die Raoulia-Arten sind nahe verwandt mit der Gattung Gnaphalium und sie wurden einige Zeit auch als Sektion in diese Gattung eingegliedert: Gnaphalium sect. Raoulia (Raoul) Baill., in Henri Ernest Baillon: Histoire des Plantes, 1882, S. 8.

### Botanische Geschichte
Die Gattung Raoulia s. l. wurde in drei Untergattungen und mehrere Sektionen gegliedert:
Untergattung Raoulia (Syn.: Eu-Raoulia Beauverd): Der Pappus besitzt in mehreren Reihen 50 bis 150 Haare, die dünn und nicht abgeflacht sind:
Sektion Radiatae
Sektion Eradiatae
Untergattung Mistura: Die Pappus-Haare sind verschieden, einige sind denen der Untergattung Raoulia und die anderen denen Untergattung Psychrophyton ähnlich.
Untergattung Psychrophyton: Der Pappus besitzt in einer Reihe 15 bis 25 Haare, die abgeflacht sowie keulenförmig sind:
Sektion Acuminatae
Sektion Trinerves
Sektion Rotundatae
Sektion Truncatae
Die Untergattung Psychrophyton gilt als Gattung Psychrophyton.

### Arten und ihre Verbreitung
Es gab in der Gattung Raoulia s. l. bis zu 26 Arten, aber es gibt in Gattung Raoulia s. str. etwa 14 Arten. Hier mit Angabe der Chromosomenzahl und Verbreitung:
- Raoulia albosericea Colenso: 2n = 56. Sie kommt nur auf der Nordinsel Neuseelands vor.[8]
- Raoulia apice-nigra Kirk: 2n = 28. Sie kommt nur auf der Südinsel Neuseelands vor.[8]
- Raoulia australis Hook.f. ex Raoul: 2n = 56, 112. Sie kommt nur auf der Südinsel Neuseelands vor.[8]
- Raoulia beauverdii Cockayne: 2n = 56. Sie kommt auf der Südinsel von Neuseeland nur östlich von Canterbury bis Southland vor.
- Raoulia bryoides Hook.f. (Syn.: Psychrophyton bryoides Beauverd): 2n = 28. Neuseeland.[8]
- Raoulia buchananii Kirk: 2n = 28. Sie kommt nur auf der Südinsel Neuseelands vor.[8]
- Raoulia cinerea Petrie: 2n = 28. Dieser Endemit kommt auf der Südinsel von Neuseeland nur auf den Bergen am Oberlauf des Awatere River vor.
- Raoulia glabra Hook.f.: 2n = 28. Sie kommt nur auf der Südinsel Neuseelands vor.[8]
- Raoulia haastii Hook.f.: 2n = 28. Sie kommt nur auf der Südinsel Neuseelands und den Stewart-Inseln vor.[8]
- Raoulia hookeri Allan: Sie kommt auf der Nordinsel von Neuseeland vor.[8]
- Raoulia monroi Hook.f.: 2n = 28. Sie kommt auf der Südinsel von Neuseeland vor. Ihre Bestände nehmen ab.
- Raoulia parkii Buchanan: 2n = 84. Sie kommt auf der Südinsel von Neuseeland vor.
- Raoulia petriensis Kirk: 2n = 28. Sie kommt auf der Südinsel von Neuseeland vor. Diese Art ist natürlich selten.
- Raoulia subsericea Hook.f.: Sie kommt in Neuseeland vor.[8]
- Raoulia tenuicaulis Hook.f.: 2n = 28. Sie kommt in Neuseeland vor.[8]

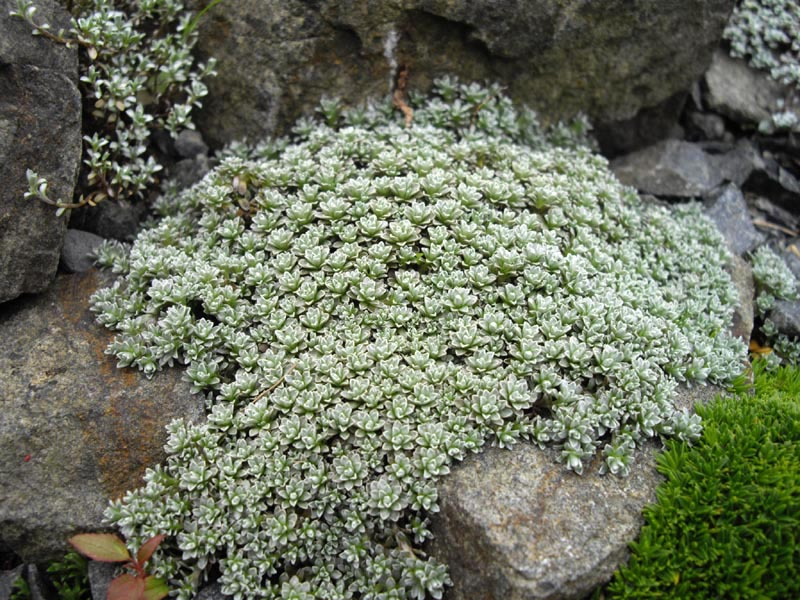
Gattungshybride: Raoulia mammillaris × Leucogenes grandiceps

Es gibt auch die Gattungshybride Raoulia mammillaris Hook.f. × Leucogenes grandiceps (Hook.f.) Beauverd., wobei beide Arten nicht zu dieser Gattung gehören.
Einige Arten wurden in die Gattung Psychrophyton ausgegliedert, sie kommt nur auf der Südinsel Neuseelands vor:
- Raoulia bryoides Hook.f. → Psychrophyton bryoides Beauverd
- Raoulia eximia Hook.f.: 2n = 28 → Psychrophyton eximium Beauverd: Sie kommt auf der Südinsel von Neuseeland hauptsächlich östlich vom Hauptkamm von Marlborough bis nördlich von Southland.[9]
- Raoulia goyenii Kirk: 2n = 28 → Psychrophyton goyenii Beauverd: Es ist ein Endemit der Stewart-Inseln.[9]
- Raoulia grandiflora Hook.f.: 2n = 28 → Psychrophyton grandiflorum Beauverd: Sie kommt auf der Nord- und Südinsel von Neuseeland vom Mt. Hikurangi südwärts vor.[9]
- Raoulia hectorii Hook.f. → Psychrophyton hectori (Hook.f.) Beauverd[9]
- Raoulia mammillaris Hook.f.: 2n = 28 → Psychrophyton mamillare Beauverd: Sie kommt auf der Südinsel von Neuseeland vor.[9]
- Raoulia rubra Buchanan: 2n = 28 → Psychrophyton rubrum Beauverd[9]
- Raoulia subulata Hook.f.: 2n = 56 → Psychrophyton subulatum Beauverd: Sie kommt auf der Südinsel von Neuseeland hauptsächlich östlich vom Hauptkamm von Nelson bis Southland.[9]
- Raoulia youngii (Hook.f.) Beauverd: 2n = 28 → Psychrophyton youngii Beauverd[9]

Zu Gnaphalium gehört:
- Raoulia chiliastra Mattf. → Gnaphalium chiliastrum (Mattf.) P.Royen: Sie kommt in den Bergen Neuguineas vor.[9]

Vier Arten gehören zur Gattung Ewartia Beauverd, beispielsweise:
- Raoulia catipes (DC.) Hook.f. (Syn.: Raoulia tasmanica Hook.f.) → Ewartia catipes (DC.) Beauverd Beauverd: Sie kommt nur in Tasmanien vor.[10]

## Weiterführende Literatur
- Josephine M. Ward: Systematics of New Zealand Inuleae (Compositae-Asteraceae)—2 A numerical phenetic study of Raoulia in relation to allied genera. In: New Zealand Journal of Botany. Volume 31, Issue 1, 1993, S. 29–42. doi:10.1080/0028825X.1993.10419532